# Isla Lépreux
La Isla Lépreux o la Isla de los Leprosos (en francés: Île aux Lépreux) es el nombre que recibe una isla en el municipio (o comuna) de San Lorenzo de Maroni, situada junto al río Maroni, en la Guayana Francesa, un territorio de Francia al norte de América del Sur.
El clima de la isla es tropical y la temperatura promedio es de 22 °C. El mes más cálido es octubre, con 24 °C, y el más frío es febrero, con 21 °C. La precipitación media es de 2.848 milímetros al año, siendo el mes más lluvioso el de mayo, con 414 milímetros de lluvia, en tanto que el más seco es septiembre, con 82 milímetros.
La isla sirvió para dar cabida a los "condenados" por la lepra y en ella se refugió Henri Charrière (Papillon) durante su huida. En aquella época no era raro tener que hacer frente a las epidemias. Las condiciones sanitarias deficientes, el hacinamiento en las cárceles, la falta de tratamiento y de higiene, así como el clima tropical implicaban una rápida propagación de enfermedades como la lepra.
Hoy en día, se llega a la isla en barco. Los refugios donde vivían los leprosos se han convertido en pequeñas pérgolas para alojar a los turistas.